# Colotois robusta
Colotois robusta là một loài bướm đêm trong họ Geometridae.